# Wojkowice Komorne (gromada)
Wojkowice Komorne – dawna gromada, czyli najmniejsza jednostka podziału terytorialnego Polskiej Rzeczypospolitej Ludowej w latach 1954–1972.
Gromady, z gromadzkimi radami narodowymi (GRN) jako organami władzy najniższego stopnia na wsi, funkcjonowały od reformy reorganizującej administrację wiejską przeprowadzonej jesienią 1954 do momentu ich zniesienia z dniem 1 stycznia 1973, tym samym wypierając organizację gminną w latach 1954–1972.
Gromadę Wojkowice Komorne z siedzibą GRN w Wojkowicach Komornych (wówczas wsi; obecnie jest to miasto o nazwie Wojkowice) utworzono – jako jedną z 8759 gromad na obszarze Polski – w powiecie będzińskim w woj. stalinogrodzkim, na mocy uchwały nr 14/54 WRN w Stalinogrodzie z dnia 5 października 1954. W skład jednostki wszedł obszar dotychczasowej gromady Wojkowice Komorne oraz kolonia Krzyżówka z dotychczasowej gromady Rogoźnik ze zniesionej gminy Bobrowniki w tymże powiecie.
13 listopada 1954, po pięciu tygodniach, gromadę Wojkowice Komorne zniesiono w związku z nadaniem jej statusu osiedla, dla którego ustalono 27 członków osiedlowej rady narodowej (18 lipca 1962 osiedlu Wojkowice Komorne nadano status miasta o nazwie Wojkowice; 1 lutego 1977 Wojkowice stały się częścią Będzina, a 1 stycznia 1992 odzyskały samodzielność).